# Crambus averroellus
Crambus averroellus là một loài bướm đêm trong họ Crambidae.